# غريغ هاي
غريغ هاي (14 يوليو 1984 - ) (بالإنجليزية: Greg Hay)‏ هو لاعب كريكت نيوزلندي. لعب مع Central Districts cricket team ‏.

## وصلات خارجية
- غريغ هاي على موقع إي آس بي آن كريك إنفو (الإنجليزية)